# Piramide nubiene

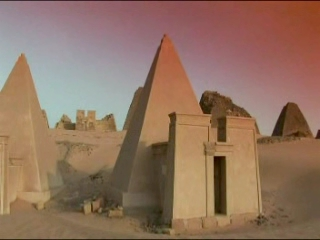
Piramidele nubiene de la Meroë

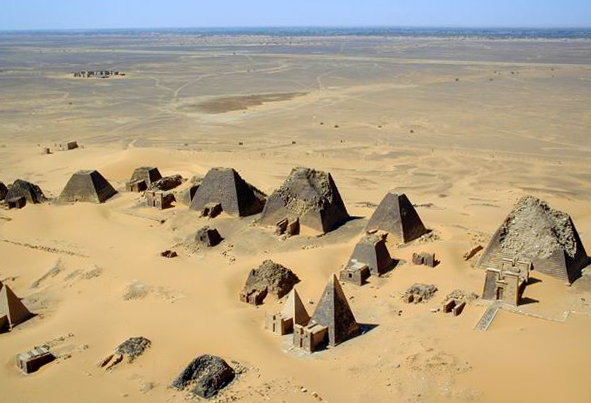
Vedere aeriană a piramidelor nubiene de la Meroe

Piramidele nubiene sunt piramidele care au fost construite de conducătorii regatelor cușite și egiptene (în Sudanul de astăzi).